# Salsa de plátano
La salsa de banana es una mezcla dulce utilizada como un complemento para helado y dulces horneados, como el pudín de pan y pasteles. Se sirve caliente y es hecho con bananas, ron, mantequilla, y azúcar morena. Se prepara como un líquido grueso pero se derrama fácilmente.